# Icarus Falls
Icarus Falls  es el segundo álbum de estudio del cantante y compositor inglés Zayn Malik, publicado el 14 de diciembre de 2018 por la compañía discográfica RCA Records. El álbum fue precedido por el lanzamiento de seis sencillos, «Let Me», «Entertainer», «Sour Diesel», «Too Much», «Fingers» y «No Candle No Light».

## Antecedentes
El álbum estaba originalmente programado para su lanzamiento en septiembre de 2017, el álbum incluye a Timbaland como uno de sus productores. Con respecto a esto Timbaland dijo: «Lo que me impresiona de Zayn es la visión que tiene de su música». Zayn declaró que el álbum está «completado en un 90 por ciento». El CEO de RCA Records, Peter Edge, dijo que el álbum consiste en «un tono más optimista después de pasar por un momento más desafiante», refiriéndose a la época de Zayn como miembro de One Direction en sus inicios en la música. Hablando sobre por qué el álbum se retrasó desde finales de 2017, Zayn dijo: 

Todos los días encuentro otra canción que estoy intercambiando con otra. Es por eso que la fecha del lanzamiento del álbum todavía no ha sido anunciada. A pesar de que el álbum está allí, y tengo el material completo, todavía estoy cambiando las cosas aquí y allá.

 En Instagram, Zayn reveló fragmentos de clips del álbum, subtitulados con «Taster z2».

## Lanzamiento y promoción
El lanzamiento del álbum se confirmó el 29 de noviembre de 2018.

### Sencillos
El álbum fue precedido por el lanzamiento de seis sencillos. «Let Me» fue lanzado como el primer sencillo del álbum el 12 de abril de 2018, y alcanzó el puesto número 20 en las listas de UK Singles Chart. «Entertainer» fue lanzado como el segundo sencillo del álbum el 23 de mayo, y alcanzó el puesto número 95 en el Reino Unido. «Sour Diesel» fue lanzado como el tercer sencillo del álbum el 18 de julio. «Too Much» con Timbaland fue lanzado como el cuarto sencillo del álbum el 2 de agosto, y se ubicó en el puesto número 79 en el Reino Unido. «Fingers» fue lanzado como el quinto sencillo del álbum el 18 de octubre, y «No Candle No Light» con Nicki Minaj fue lanzado como el sexto sencillo del álbum el 15 de noviembre.

## Recepción Crítica
El álbum tiene una puntuación agregada de 70 sobre 100 en Metacritic basada en nueve críticas, lo que indica "críticas generalmente favorables". En una crítica positiva, Helen Brown de The Independent afirmó que con "su maduración del soulful falsete, los anhelos melismaticos que comprueban su herencia, y los murmullos borrosos de medianoche", los oyentes "siguiendo el hilo brillante de la voz de Malik serán conducidos a través de pasajes sinuosos de esperanza, droga, seducción y evasión. "
Madison Spira de Who dio una crítica positiva al álbum, afirmando que es "diferente a todo lo que hemos visto de Zayn antes, y eso es lo que hace que este álbum sea tan hermoso" y hay "tantas canciones con las que estoy convencida de que la mayoría de la gente se relacionará a nivel personal. "
Dhruva Balram de NME lo calificó como un "mosaico de 27 pistas para ser vertido una y otra vez" donde Zayn "realmente golpea sobre su potencial"."
Rea McNamara de Now le dio una "gran" calificación de 4 sobre 5, alabando cómo "Zayn lidia con la masculinidad tóxica" y cómo "nos recuerda que a veces los bajos de la vida nos ayudan a apreciar los altos del amor".
Malvika Padin de Clash le dio una crítica favorable, llamándolo un álbum "implacablemente creativo" que "comienza el viaje para realizar todo su potencial".
Neil Yeung, de AllMusic, afirmó que, con "su magnífica voz y un lote de gemas irresistiblemente seductoras, se acerca a la grandeza", pero criticó la duración, concluyendo que "merece cierta atención si hay tiempo y paciencia de sobra".
Maura Johnston de Pitchfork le dio una crítica favorable, afirmando que, aunque largo, es un buen "álbum de alto concepto pop" que "gira en torno a la idea del exceso y sus trucos", mientras que se refiere a Zayn como "un hábil intérprete del pop" y "uno de los artistas más enigmáticos del idolatría adolescente."
Tara Joshi, de The Observer, le dio una crítica favorable, afirmando que, a pesar de "la intimidante longitud", hay "mucho aquí para apreciar", como la voz "que vierte un magnífico falsete" y que a menudo canaliza "el melismático Bollywood/qawwali-estilo de canto", una "producción brillante" y "una variedad de estilos", concluyendo que "Malik está desafiando las expectativas, permaneciendo en ascenso. " 
Por el contrario, Wren Graves de Consequence of Sound alabó algunas de las canciones y la voz de Zayn, pero criticó el álbum como un largo "álbum conceptual a medias" que es "repetitivo y aburrido," mientras que Pryor Stroud de Slant Magazine lo consideró "hinchado" y "olvidable, aunque producido por expertos".

## Lista de canciones
| Disco 1 |                       |                                                                                  |                                               |          |  |
| N.º     | Título                | Escritor(es)                                                                     | Productor(s)                                  | Duración |  |
| 1.      | «Let Me»              | Zayn Malik, Khaled Rohaim, Michael Hannides, Anthony Hannides y Alan Sampson     | Rohaim, MakeYouKnowLove y Sampson             | 3:05     |  |
| 2.      | «Natural»             | Malik, Rohaim, M. Hannides, A. Hannides y Antonio "Dopamine" Zito                | Rohaim, MakeYouKnowLove y Sampson             | 3:13     |  |
| 3.      | «Back to Life»        | Malik, Alexander Oriet, David Phelan y Maxwell McElligott                        | Saltwives                                     | 3:15     |  |
| 4.      | «Common»              | Malik, Rohaim, M. Hannides, A. Hannides, Herbert St. Clair Crichlow y Ava Stokes | Rohaim y MakeYouKnowLove                      | 3:52     |  |
| 5.      | «Imprint»             | Malik, Oriet y Phelan                                                            | Saltwives                                     | 3:10     |  |
| 6.      | «Stand Still»         | Malik, James Ryan Ho y Bach Nguyen-Tran                                          | Malay y FrancisGotHeat                        | 3:18     |  |
| 7.      | «Tonight»             | Malik, Oriet, Phelan, Brandon Colbein, Katheryn Ostenberg y Jayson Warner        | Saltwives                                     | 3:40     |  |
| 8.      | «Flight of the Stars» | Malik, Oriet, Phelan y James Norton                                              | Saltwives                                     | 3:20     |  |
| 9.      | «If I Got You»        | Malik, Oriet, Phelan y Norton                                                    | Saltwives                                     | 3:19     |  |
| 10.     | «Talk to Me»          | Malik, Oriet, Phelan, James Newman y Fredrick Wexler                             | Saltwives                                     | 3:00     |  |
| 11.     | «There You Are»       | Malik, Levi Lennox, M. Hannides, A. Hannides y Joseph Garrett                    | Lennox, MakeYouKnowLove y Dan Grech-Marguerat | 3:19     |  |
| 12.     | «I Don't Mind»        | Malik, Oriet, Phelan y Warner                                                    | Saltwives                                     | 3:25     |  |
| 13.     | «Icarus Interlude»    | Malik y Matthew Kirkwood                                                         | Kirkwood                                      | 4:01     |  |
| 96:22   |                       |                                                                                  |                                               |          |  |

| Icarus Falls – Disco 1 Edición Japonesa |                            |                                          |              |          |  |
| N.º                                     | Título                     | Escritor(es)                             | Productor(s) | Duración |  |
| 14.                                     | «Dusk Till Dawn» (con Sia) | Malik, Sia, Oriet, Phelan y Greg Kurstin | Kurstin      | 4:27     |  |

| Disco 2 |                                        | |                            |          |  |
| N.º     | Título                                 | Escritor(es) | Productor(s)               | Duración |  |
| 14.     | «Good Guy»                             | Malik, Henrique Andrade, Alexandre Bursztyn y Salvadore "Sonny" Bono                                                           | Andrade y Bursztyn         | 2:34     |  |
| 15.     | «You Wish You Knew»                    | Malik, Oriet y Phelan | Saltwives                  | 3:25     |  |
| 16.     | «Sour Diesel»                          | Malik, Ho y Robert Cavallo | Cavallo y Malay            | 4:03     |  |
| 17.     | «Satisfaction»                         | Malik y Ho | Malay                      | 3:28     |  |
| 18.     | «Scripted»                             | Malik y Ho | Malay                      | 3:41     |  |
| 19.     | «Entertainer»                          | Malik, Andrade, Bursztyn e Iliana Nedialkova                                                                                   | Andrade y Bursztyn         | 3:24     |  |
| 20.     | «All That»                             | Malik, Oriet y Phelan | Saltwives                  | 3:10     |  |
| 21.     | «Good Years»                           | Malik, M. Hannides, A. Hannides, Rohaim y Crichlow                                                                             | Rohaim y MakeYouKnowLove   | 3:00     |  |
| 22.     | «Fresh Air»                            | Malik, M. Hannides, A. Hannides, Emanuel Kiriakou, Clarence Coffee Jr. y Jessica Ashley Karpov                                 | MakeYouKnowLove y Kiriakou | 2:48     |  |
| 23.     | «Rainberry»                            | Malik, Oriet, Phelan y Norton                                                                                                  | Saltwives                  | 2:51     |  |
| 24.     | «Insomnia»                             | Malik, Oriet, Phelan y Samuel Dew                                                                                              | Saltwives                  | 2:55     |  |
| 25.     | «No Candle No Light» (con Nicki Minaj) | Malik, Onika Maraj, Tushar Apte, Thomas John Routon, Brian D Lee, Denisia "Blu June" Andrews, Brittany "Chi" Coney y Ostenberg | Apte, Sawyr y Brian Lee    | 3:13     |  |
| 26.     | «Fingers»                              | Malik, Oriet y Phelan | Saltwives                  | 2:53     |  |
| 27.     | «Too Much» (con Timbaland)             | Malik, Timothy Mosley, Angel Lopez y Federico Vindver                                                                          | Timbaland, Lopez y Vindver | 3:06     |  |

| Icarus Falls – Disco 2 Edición Japonesa |                                      |                                                                            |                                        |          |  |
| N.º                                     | Título                               | Escritor(es)                                                               | Productor (s)                          | Duración |  |
| 29.                                     | «Still Got Time» (con PartyNextDoor) | Malik, Jahron Braithwaite, Adam Feeney, Shane Lindstrom y Philip Meckseper | Frank Dukes, Murda Beatz y Jr. Blender | 3:08     |  |

## Créditos y Personal
Créditos adaptados de Tidal. El listado de pistas se refiere a la reedición digital de 2020.
Intérpretes
- Khaled Rohaim - batería (1, 2, 4, 21)
- Lewis Allen - guitarra (1, 2)
- Michael Hannides - piano (1, 2, 4, 21), coros (11, 21, 22), batería (11)
- Saltwives[32] - batería, guitarra, teclados, programación (3, 5, 7-10, 12, 15, 20, 23, 24, 26)
- Match Anderson - guitarra (4, 21)
- Anthony Hannides - coros (11, 21, 22)
- Dan McDougall - bajo (11)
- Levi Lennox - batería, piano (11)
- Alex Al - bajo (16)
- Donnell Spencer, Jr. - batería (16)
- Vinnie Colaiuta - batería (16)
- Tim Pierce - guitarra (16)
- Jamie Muhoberac - teclados (16)
- Malay - guitarra (17)
- Richard Saunders - coros (18)
- Dave Eggar - violonchelo, cuerdas (18)
- Taylor Johnson - batería, guitarra (18)
- Phil Faconti - cuerdas (18)
- Donnie Reis - violín (18)
- Matt Kirkwood - bajo (22)
- Greg Kurstin - batería, guitarra, teclados, piano, programación (29)

Técnica
- Serban Ghenea - ingeniero de mezclas (1, 2, 29)
- Erik Madrid - ingeniero de mezclas (3, 5, 7-10, 13, 15, 20, 23, 24, 26)}
- Khaled Rohaim - ingeniero de mezclas (4, 21, 22)
- Manny Marroquin - ingeniero de mezclas (6, 16-18)
- Chris Galland - ingeniero de mezclas (6, 17, 18)
- Dan Grech-Marguerat - ingeniero de mezclas (11)
- Saltwives[32] - ingeniero de mezclas (12), ingeniero, ingeniero de grabación (3, 5, 7-10, 12, 15, 20, 23, 24, 26)
- Josh Gudwin - ingeniero de mezclas (14)
- Vinnie Colaiuta - ingeniero de mezclas (16)
- James F. Reynolds - ingeniero de mezclas (19)
- Jaycen Joshua - ingeniero de mezclas (25, 27)
- John Haynes - ingeniero (1, 2, 29)
- Zeke Mishanec - ingeniero (1, 2, 13, 21, 22), ingeniero asistente (3, 7-9, 23, 24)
- Beatriz Artola - ingeniera (4)
- John Francis Meehan - ingeniero (18)
- Daryl "D-Zone" Johnson - ingeniero (22)
- Alex Pasco - ingeniero (29)
- Greg Kurstin - ingeniero (29)
- Julian Burg - ingeniero (29)
- Malay - ingeniero de grabación (6, 17)
- Paul Norris - ingeniero de grabación (11), ingeniero asistente (3)
- Henrique Andrade - ingeniero de grabación (14, 19, 28)
- Rob Marks - ingeniero de grabación (16)
- Richard Saunders - ingeniero de grabación (18)
- Aubry "Big Juice" Delaine - ingeniero de grabación (25)
- Brian Lee (compositor)|Brian Lee]] - ingeniero de grabación (25)
- Sawyr - ingeniero de grabación (25)
- Tushar Apte - ingeniero de grabación (25)
- William Binderup - ingeniero asistente (3, 5, 7-10, 13, 15, 20, 23, 24, 26)
- Jack Thomason - ingeniero asistente (5)
- Robin Florent - ingeniero asistente (6, 16-18)
- Scott Desmarais - ingeniero asistente (6, 16-18)
- Pier Giacalone - ingeniero asistente (8, 9, 23, 24)
- Hunter Jackson - ingeniero asistente (14)
- Matthew Sim - ingeniero asistente (15)
- Ludovick Tartavel - ingeniero asistente (20)
- Brian Judd - ingeniero asistente (25)
- David Nakaji - ingeniero asistente (25, 28)
- Ivan Jimenez - ingeniero asistente (25, 28)
- Nick Valentin - ingeniero asistente (25)
- Jacob Richards - ingeniero asistente (27)
- Michael Seaberg - ingeniero asistente.
- Rashawn Mclean - ingeniero asistente (27)
- Jamie Peters - ingeniero asistente (28)
- Loren McLean - ingeniero asistente (28)

## Charts
| Chart (2018–19)                     | Peak position |
| ----------------------------------- | ------------- |
| Australia (ARIA)                    | 60            |
| Bélgica (Ultratop flamenca)         | 98            |
| Bélgica (Ultratop valona)           | 170           |
| Canadá (Billboard Canadian Albums)  | 24            |
| República Checa (ČNS IFPI)          | 53            |
| Dinamarca (Hitlisten)               | 26            |
| Países Bajos (Album Top 100)        | 40            |
| Finlandia (Suomen Virallinen Lista) | 31            |
| Alemania (Offizielle Top 100)       | 63            |
| Irlanda (IRMA)                      | 97            |
| Noruega (VG-lista)                  | 31            |
| España (PROMUSICAE)                 | 35            |
| Suecia (Sverigetopplistan)          | 30            |
| Suiza (Schweizer Hitparade)         | 81            |
| Reino Unido (UK Albums Chart)       | 77            |
| Estados Unidos (Billboard 200)      | 61            |